# Mikłaszów
Mikłaszów – wieś na Ukrainie w rejonie pustomyckim należącym do obwodu lwowskiego. 
W II Rzeczypospolitej wieś w powiecie lwowskim województwa lwowskiego. W nocy z 16 na 17 kwietnia 1944 nacjonaliści ukraińscy z OUN-UPA zamordowali tutaj 19 Polaków. Za udzielenie pomocy rannemu Polakowi pobili ciężko Ukraińca Iwana Puchacza, który następnie zmarł w szpitalu.